# Bande organisée
Pour les articles homonymes, voir Bande organisée (homonymie).
La bande organisée est une notion en droit pénal basée sur une organisation préalable en vue de réaliser un crime ou un délit. Elle constitue un facteur aggravant et est susceptible de transformer un délit en crime.

## Définition
Une bande organisée est une notion qui a pour but d'aggraver les sanctions lorsque cette organisation sert à commettre un crime ou un délit. On parle alors d'aggravation délictuelle lorsque les nouvelles peines encourues demeurent inférieures ou égales à dix ans d'emprisonnement, et de peine criminelle lorsque la peine encourue est supérieure à dix années de réclusion criminelle.
La notion de bande organisée a été rajoutée dans les législations de certains pays afin, à l'origine, de pouvoir réprimer plus durement des groupements organisés tels que des organisations criminelles de type mafieux.
La bande organisée n'est pas un délit condamnable à ce seul titre : il faudrait se contenter du délit d'association de malfaiteurs pour obtenir une condamnation du groupe, ou alors, s'il y a eu un commencement du délit, viser le délit lui-même, avec cette circonstance aggravante.
La bande organisée se prouve par la réunion de plusieurs éléments :
- au moins deux personnes se concertent et se répartissent des rôles pour pouvoir tirer, chacune, un profit d'un crime à venir ;
- la préparation et l'organisation d'une infraction (préméditation) ;
- c'est l'infraction elle-même qui est organisée, et non pas les auteurs ou coauteurs du délit eux-mêmes.

Ainsi les auteurs et les complices d'un vol en réunion ne pourraient être poursuivis au titre d'une bande organisée si leur forfait ne résultait que d'une simple entente entre eux, sans élaboration d'un plan précis.

## Application suivant les pays
La notion de « bande organisée » est essentiellement reprise par les pays de droit civil romain-germanique. La Grande-Bretagne, avec sa common law, ne réprime que la « Conspiracy (en) » (entente délictuelle), tandis que les pays nordiques ou scandinaves n'abordent nullement cette notion dans leurs législations.

## En France
La notion de bande organisée est définie à l'article 132-71 du code pénal. L'application en matière de lutte est détaillée à l'article 706-73 du code de procédure pénale. La circulaire CRIM 04-13 G1 du 2 septembre 2004 présente différentes dispositions en matière de criminalité organisée.
La « bande organisée » n'est pas un crime ou un délit en elle-même, mais contribue à aggraver l'infraction à laquelle elle se rattache à cause de sa préparation. Il s'agit d'une procédure d'exception qui permet de poursuivre un plus grand nombre d'infractions avec des moyens accrus.
En revanche, l'association de malfaiteurs est un délit prévu à l'article 450-1 du code pénal : c'est là, l'intention de commettre un crime ou un délit, ou simplement de s'associer avec des personnes qui commettent une infraction, qui est réprimée.